# Torneo de Acapulco 2019
El Abierto Mexicano Telcel 2019 fue un evento de tenis del ATP Tour 2019 en la serie ATP 500 y del WTA Tour 2019 en la serie WTA International Tournaments. Se disputó en Acapulco, México en el hotel resort Princess Mundo Imperial desde el 25 de febrero hasta el 2 de marzo de 2019 tanto el torneo femenino como el torneo masculino.

## Distribución de puntos
| Modalidad            | Campeón | Finalista | Semifinales | Cuartos de final | 2.ª ronda | 1.ª ronda | Clasificados | 2.ª ronda de clasificación | 1.ª ronda de clasificación |
| Individual masculino | 500     | 330       | 200         | 100              | 50        | 0         | 25           | 13                         | 0                          |
| Dobles masculino     | 500     | 300       | 180         | 90               | –         | –         | 45           | 25                         | 0                          |

| Modalidad           | Campeona | Finalista | Semifinales | Cuartos de final | 2ª ronda | 1ª ronda | Clasificadas | 2ª ronda de clasificación | 1ª ronda de clasificación |
| Individual femenino | 280      | 180       | 110         | 60               | 30       | 1        | 18           | 12                        | 1                         |
| Dobles femenino     | 280      | 180       | 110         | 60               | 1        | -        | -            | -                         | -                         |

## Cabeza de serie

### Individuales masculinos
| Tenista           | Ranking | Preclasificado |
| Rafael Nadal      | 2       | 1              |
| Alexander Zverev  | 3       | 2              |
| John Isner        | 9       | 3              |
| Diego Schwartzman | 19      | 4              |
| Álex de Miñaur    | 27      | 5              |
| Frances Tiafoe    | 29      | 6              |
| Steve Johnson     | 34      | 7              |
| John Millman      | 36      | 8              |

- Ranking del 18 de febrero de 2019.[3]

### Dobles masculinos
| Tenista                           | Ranking | Preclasificado |
| Jamie Murray Bruno Soares         | 10      | 1              |
| Bob Bryan Mike Bryan              | 18      | 2              |
| Juan Sebastián Cabal Robert Farah | 20      | 3              |
| Łukasz Kubot Marcelo Melo         | 20      | 4              |

- Ranking del 18 de febrero de 2019.

### Individuales femeninos
| Tenista            | Ranking | Preclasificada |
| Sloane Stephens    | 3       | 1              |
| Danielle Collins   | 24      | 2              |
| Donna Vekić        | 25      | 3              |
| Mihaela Buzărnescu | 29      | 4              |
| Sofia Kenin        | 37      | 5              |
| Maria Sakkari      | 38      | 6              |
| Zheng Saisai       | 41      | 7              |
| Johanna Konta      | 42      | 8              |

- Ranking del 18 de febrero de 2019.[4]

### Dobles femeninos
| Tenista                            | Ranking | Preclasificada |
| Irina Bara Mihaela Buzărnescu      | 88      | 1              |
| Dalila Jakupović Irina Khromacheva | 93      | 2              |
| Desirae Krawczyk Giuliana Olmos    | 129     | 3              |
| Alexa Guarachi Sabrina Santamaria  | 132     | 4              |

- Ranking del 18 de febrero de 2019.

## Campeones

### Individual masculino
Nick Kyrgios venció a  Alexander Zverev por 6-3, 6-4

### Individual femenino
Yafan Wang venció a  Sofia Kenin por 2-6, 6-3, 7-5

### Dobles masculino
Alexander Zverev /  Mischa Zverev vencieron a  Austin Krajicek /  Artem Sitak por 2-6, 7-6(7-4), [10-5]

### Dobles femenino
Victoria Azarenka /  Saisai Zheng vencieron a  Desirae Krawczyk /  Giuliana Olmos por 6-1, 6-2